# Distretto di Feldkirch

Comuni del distretto di Feldkirch (sono indicati in rosso il capoluogo, in blu i comuni con diritto di mercato, in verde gli altri comuni. Il numero nell'elenco corrisponde alla posizione del comune nella carta).

Il distretto di Feldkirch (in tedesco Bezirk Feldkirch) è un distretto amministrativo austriaco dello stato del Vorarlberg.

## Geografia antropica

### Città
1. Feldkirch

### Comuni mercato
1. Frastanz
2. Götzis
3. Rankweil

### Comuni
1. Altach
2. Düns
3. Dünserberg
4. Fraxern
5. Göfis
6. Klaus
7. Koblach
8. Laterns
9. Mäder
10. Meiningen
11. Röns
12. Röthis
13. Satteins
14. Schlins
15. Schnifis
16. Sulz
17. Übersaxen
18. Viktorsberg
19. Weiler
20. Zwischenwasser